# لی جانگ وو
لی جانگ وو (کره‌ای: 이장우؛ زادهٔ ۱ ژوئن ۱۹۸۶) بازیگر و خواننده اهل کره جنوبی است. او بیشتر به خاطر ایفای نقش در مجموعه‌های تلویزیونی افتخار جین، خانواده مهربان و آیدل بهشتی شناخته شده‌است.